# Dans la solitude des champs de coton
Dans la solitude des champs de coton est une pièce de théâtre écrite par Bernard-Marie Koltès en 1985. Longtemps qualifiée de « théâtre littéraire », la pièce apparaît davantage comme une confirmation du style de Koltès qui procède par enchaînement de longues répliques.

## La pièce

### L'intrigue
Dans la solitude des champs de coton met en scène un dealer et un client dans une situation de deal. Le dealer sait que le client désire « est dépendant de » quelque chose qu'il (le dealer) peut lui offrir. Il est cependant dépendant lui aussi du désir du client. 

« Et la seule frontière qui existe est celle entre l'acheteur et le vendeur, mais incertaine, tous deux possédant le désir et l'objet du désir, à la fois creux et saillie, avec moins d'injustice encore qu'il y a à être mâle ou femelle parmi les hommes ou les animaux. »

D'où l'analyse de Koltès sur les rapports commerciaux et le marché en général. Plus encore, le rapport humain en général est réduit à un marché entre deux protagonistes. Koltès multiplie les couples d'opposition (dealer/client, homme/animal, mâle/femelle, blanc/noir…). À l'intérieur de ces couples, un seul rapport est possible, le rapport marchand : 

« Rencontre de l’offre et de la demande, du marchand et du client, du licite et de l’illicite, de la lumière et de l’obscurité, du noir et du blanc. Alors le dialogue va s’engager parce qu’on se parle ou on se tue… […] »

— Alain Fromager

### La diplomatie
Dans la solitude des champs de coton se passerait avant les coups, avant le véritable conflit. Le théâtre classique a souvent montré le conflit jusqu'à sa résolution, son « dénouement ». Koltès nous donnerait à voir ce qui se déroule juste avant le conflit.

« Le premier acte de l’hostilité, juste avant le coup, c’est la diplomatie, qui est le commerce du temps. Elle joue l’amour en l’absence de l’amour, le désir par répulsion. Mais c’est comme une forêt en flammes traversée par une rivière : l’eau et le feu se lèchent, mais l’eau est condamnée à noyer le feu, et le feu forcé de volatiliser l’eau. L’échange des mots ne sert qu’à gagner du temps avant l’échange des coups, parce que personne n’aime recevoir de coups et tout le monde aime gagner du temps. Selon la raison, il est des espèces qui ne devraient jamais, dans la solitude, se trouver face à face. Mais notre territoire est trop petit, les hommes trop nombreux, les incompatibilités trop fréquentes, les heures et les lieux obscurs et déserts trop innombrables pour qu’il y ait encore de la place pour la raison. »

— Bernard-Marie Koltès, dans Prologue
La question du conflit apparaît à la fin du texte. Le client demande au dealer : « Alors, quelle arme ? »

### Le désir
Chéreau soulignait que le mot qui revient le plus fréquemment dans la pièce est le mot « désir ».

« […] On parle de désir.
Désir donc si difficile à nommer, celui de l'un celui de l'autre, désir de l'autre, désir du désir de l'autre… Désir de mort peut-être le seul désir authentique tant les autres sont difficiles à combler.
Et le dialogue se fait combat, danse aussi, étreinte probablement… »

— Alain Fromager

## Mises en scène
Dans la solitude des champs de coton a été porté à la scène trois fois par Patrice Chéreau dans des interprétations différentes :
- Le texte a été créé en janvier 1987, au Théâtre Nanterre-Amandiers avec Laurent Malet (le client) et Isaac de Bankolé (le dealer)[3]. Réalisation :
Mise en scène : Patrice Chéreau
Assistants mise en scène : Claude Stratz, Florence Emir, Rosine Lefébvre
Décor : Richard Peduzzi
Assistant décor : Denis Fruchaud
Costumes : Caroline de Vivaise
Lumière : Daniel Delannoy
Son : Philippe Cachia
Maquillages et perruque : Kuno Schlegelmilch
- Avec Laurent Malet et Patrice Chéreau en juillet 1988, dans le cadre du Festival d'Avignon[4]. Benoît Jacquot réalisa un enregistrement de la pièce pour la télévision, en 1990, enregistrement qui sera ensuite diffusé en vidéo en 1999 [5].
- Avec Pascal Greggory et Patrice Chéreau en novembre 1995, à la Manufacture des œillets, à Ivry-sur-Seine[6]. Cette production a été récompensée par le Molière de la meilleure mise en scène en 1996.

Chéreau insiste sur l'hostilité radicale dans sa première mise en scène. Il tend ensuite vers un apaisement, une atténuation de l'altérité.
- Autres mises en scène :
  - En octobre 2001 au Théâtre Gérard-Philipe à Saint-Denis (Seine-Saint-Denis), dans une mise en scène de Moïse Touré[7],[8].
  - En janvier 2004, au Théâtre de la Commune à Aubervilliers, dans une mise en scène de Frank Hoffmann (de)[9],[10].
  - En mars 2004, au Forum culturel du Blanc-Mesnil, au Blanc-Mesnil, dans une mise en scène de Philip Boulay[11],[12].
  - En novembre 2004, au Carré Saint-Vincent à Orléans, dans une mise en scène de Jean-Christophe Saïs[13],[14] ; mise en scène reprise en janvier 2005 au Théâtre des Abbesses à Paris[15].
  - En avril 2008, au 7 Stages Theater à Atlanta, dans une mise en scène de Éric Vigner, avec Isma'il Ibn Conner (le dealer) et Del Hamilton (le client).
  - En février 2016 au Théâtre des bouffes du nord, dans une mise en scène de Roland Auzet, avec Anne Alvaro (le dealer) et Audrey Bonnet (le client).
  - En octobre 2016, production Le Liberté, coproduction et création au Théâtre national de Strasbourg[16], dans une mise en scène de Charles Berling interprétant lui-même le client avec Mata Gabin (le dealer) ; reprise au Théâtre des Quartiers d'Ivry[1], en octobre 2017, et au Théâtre du Gymnase (Marseille) en novembre 2017.

## Édition
- Dans la solitude des champs de coton, Paris, Éditions de Minuit, 1986, 60 p. (ISBN 2-7073-1103-0, BNF 34900774)